# Joe Louis Walker
Pour les articles homonymes, voir Joseph Walker (homonymie), Walker et JLW.
Louis Joseph Walker, dit Joe Louis Walker, aussi connu comme JLW, est un chanteur et guitariste américain de blues, né le 25 décembre 1949 à San Francisco (Californie) et mort le 30 avril 2025.

## Biographie

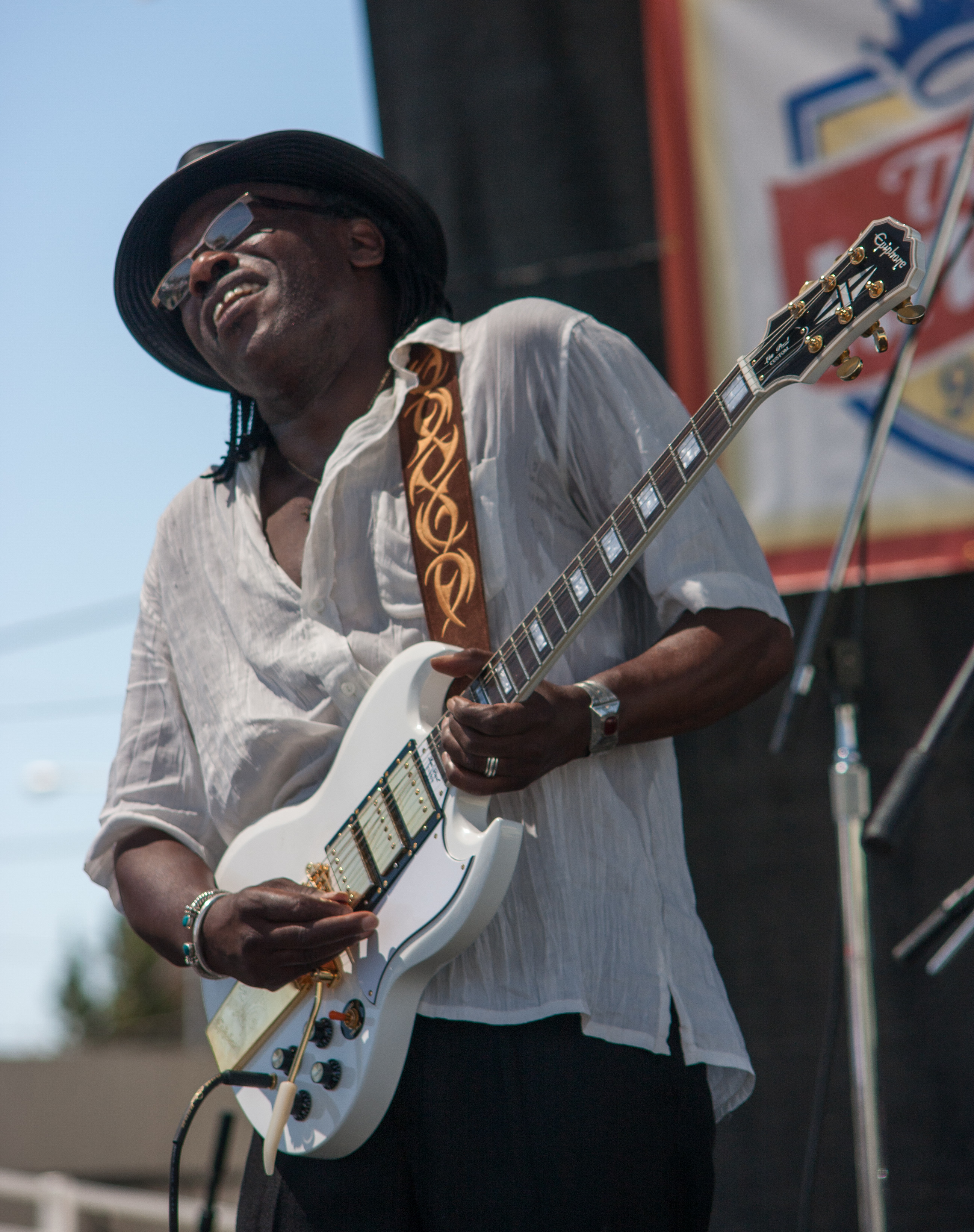
Joe Louis Walker au festival de Petaluma en 2009.

Aux côtés de Robert Cray, Joe Louis Walker est le fer de lance de la génération de bluesmen qui s'impose à la fin des années quatre-vingt. Déjà presque quadragénaire à cette époque, Joe Louis Walker a pour lui une solide expérience et le goût d'un blues trempé dans la soul et le rock. The Gift (1988) et Blue Soul (1989) bâtissent sa réputation. Signé par le label Verve, Joe Louis Walker bénéficie d'importants moyens pour sa promotion. Il inaugure cette collaboration avec Blues Survivor en 1993, puis travaille avec le légendaire Steve Cropper pour Blues of the Month Club en 1995. Parfois décrié pour se laisser aller à un blues trop orienté vers le grand public, Joe Louis Walker ne fait pas taire ses détracteurs en 2012 avec Hellfire. Ce qui ne l'empêche pas de bénéficier de l'admiration de ses pairs, puisqu'il intègre le Blues Hall of Fame l'année qui suit. Il publie ensuite à une année d'intervalle Hornet's Nest et Everybody Wants A Piece.

## Discographie

### Albums
- Cold Is The Night (1986)
- The Gift (1988)
- Blue Soul (1989)
- Live At Slim's, Volume One (1991)
- Live At Slim's, Volume Two (1992)
- Blues Survivor (1993)
- JLW (1994)
- Blues Of The Month Club (1995)
- Great Guitars (1997)
- Preacher And The President (1998)
- Silvertone Blues (1999)
- In the Morning (2002)
- Pasa Tiempo (2002)
- Guitar Brothers (2002)
- She's My Money Maker (2002-03)
- Ridin' High (2003)
- New Direction (2004)
- Playin' Dirty (2006)
- Witness To The Blues (2008)
- Between A Rock And The Blues (2009)
- Blues Conspiracy: Live On The Legendary Rhythm & Blues Cruise (2010)
- Hellfire (2012)
- Hornet’s Nest (2014)
- Everybody Wants a Piece (2015)